# Podział administracyjny Jarocina
Podział administracyjny Jarocina – strona poświęcona osiedlom Jarocina.

## Osiedle Kościuszki

### Granice
Os. Kościuszki graniczy z centrum od północy.

### Historia
Pierwsze wzmianki o tym osiedlu pochodzą z końca lat 50 ubiegłego wieku. Osiedle rosło rozrastało się na przełomie 50 i 60 lat.
Przed powstaniem osiedla, budynkami które położone były przy ul. Kościuszki 20-28 i 51-67 zajmowała się nowo powstała Spółdzielnia Mieszkaniowa Lokatorsko – Własnościowa w Jarocinie. Zostały one w 1960 r. przejęte na własność, z czasem powstawania osiedla. Spółdzielnia Mieszkaniowa w Jarocinie działa nadal na Osiedlu Kościuszki.

### Media
Na osiedlu ukazują się czasopisma zajmujące się lokalną tematyką:
- Gazeta Jarocińska – czasopismo powiatowe, tygodnik wychodzący od 1990 roku[1].
- Życie Jarocina – czasopismo społeczno-polityczne, dwutygodnik ukazujący się od 2005 roku.

## Osiedla Świętego Ducha

### Informacje ogólne
Osiedla św. Ducha zapewne wzięły swoją nazwę od ulicy św. Ducha.
Jeszcze w połowie XX wieku os. św. Ducha były jednym dość małym osiedlem. Teraz jednak os. św. Ducha wyróżniają się między innymi:
- Hotel Jarota
- Baseny "Aquapark Jarocin" i basen odkryty
- Stadion drużyny Piłkarskiej "JKS Hotel Jarota Jarocin"

### Części osiedla
Osiedla św. Ducha dzielą się na dwa mniejsze osiedla:
- Osiedle 1000 – lecia
- Osiedle 700 – lecia

### Transport
Przy os. św. Ducha kursują autobusy m.in.:
- Linia 0 (Kasztanowa – Bolesława Śmiałego)

## Osiedle Rzeczypospolitej

### Historia
Pierwsze wzmianki o osiedlu pochodzą z końca XX wieku, kiedy to postanowiono wybudować skupisko bloków.
Na początku były to bloki szarego koloru, toteż po kilku latach postanowiono bloki te ocieplić i otynkować. Budynki na przełomie ok. kilku miesięcy ocieplano i tynkowano, tak że efekt pracy widać z dość daleka.

### Transport
Przy os. Rzeczypospolitej jeżdżą autobusy linii m.in.:
- Linia J (PKP – Krotoszyn)
- Linia 3 (Jarocin – Potarzyca)
- Linia 0 (Kasztanowa – B. Śmiałego – Kasztanowa)

### Ulice
Za główne ulice os. Rzeczypospolitej uważa się:
- ul. Osiedle Rzeczypospolitej
- ul. Powstańców wlkp.

## Osiedle Konstytucji 3 Maja/Osiedle Wrocławska
Osiedle Konstytucji 3 Maja (Osiedle Wrocławska) – osiedle mieszkaniowe w Jarocinie.

### Charakterystyka
Jest osiedlem bloków wielorodzinnych, pomiędzy ul. Wrocławską (od zachodu), ul. Powstańców wlkp. (od południa) i ul. gen. Bema (od wschodu).

### Transport
Przy os. Konstytucji 3 Maja kursują autobusy m.in.:
- Linia J (PKP – Krotoszyn)
- Linia 0 (Kasztanowa – B. Śmiałego)
- Linia 5 (Jarocin – Witaszyce)

### Obiekty
- Urząd pocztowy Jarocin 1. Oddział
- Bank Spółdzielczy w Jarocinie. Oddział
- PROMAX – Operator sieci kablowej Jarocin

## Centrum
Centrum – centralna dzielnica Jarocina. Położona jest w centralnej części miasta.

### Ważniejsze obiekty
- Ratusz
- Hipermarket "Biedronka" i supermarket "Pepco"
- Muzeum Regionalne w Jarocinie
- Galeria Jarocińska

### Ważniejsze ulice
- ul. Wrocławska
- ul. Śródmiejska
- ul. św. Ducha

### Charakterystyka
Budynki centrum mają dość historyczny wygląd.

## Rynek
Rynek – Centralny punkt miasta Jarocin. Rynek miasta.

### Ważniejsze miejsca
- Ratusz
- Muzeum Regionalne w Jarocinie